# Aponogeton undulatus
Aponogeton undulatus är en enhjärtbladig växtart som beskrevs av William Roxburgh. Aponogeton undulatus ingår i släktet Aponogeton och familjen Aponogetonaceae. IUCN kategoriserar arten globalt som livskraftig. Inga underarter finns listade.